# Rainer M. Schulz

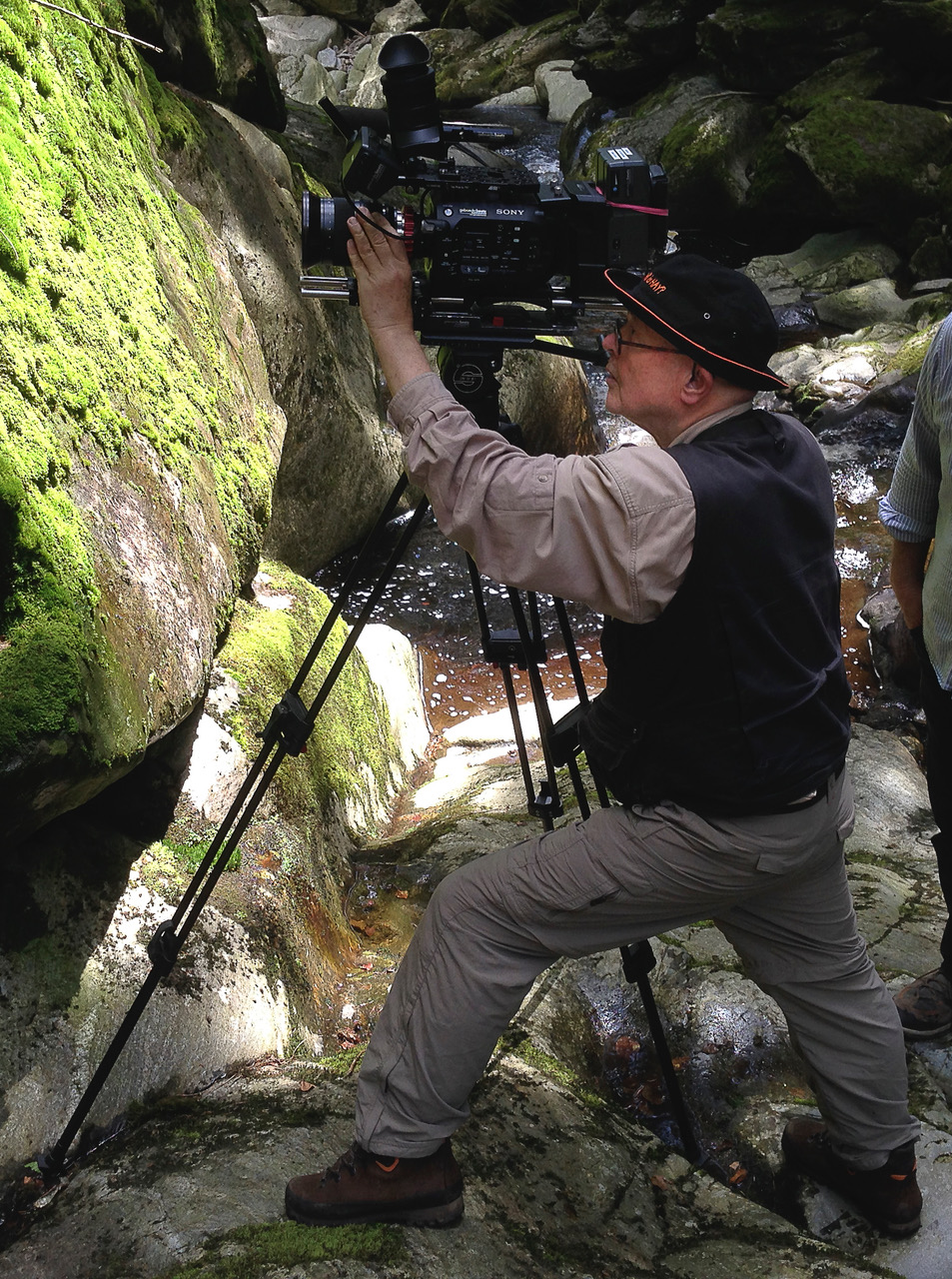
Der Kameramann Rainer M. Schulz bei Dreharbeiten im Bayerischen Wald. Foto: Fritz Hartthaler

Rainer M. Schulz (* 1946 in Schlotheim) ist ein deutscher Kameramann.

## Leben
Rainer M. Schulz wurde 1946 in Schlotheim/Thüringen geboren und verlebte hier seine Kindheit und Jugend. Nach dem Abitur 1965 erwarb er 1970 ein Ingenieur-Diplom für Akustik an der Technischen Universität Dresden und war in Ost-Berlin als Lärmschutzingenieur an der Bauakademie der DDR tätig.
Von 1970 bis 1976 absolvierte er ein Studium an der Hochschule für Film und Fernsehen der DDR in Potsdam-Babelsberg zum Kameramann. Die nächsten sechs Jahre arbeitete er von 1976 bis 1981 als freier Bildgestalter und Fotograf in Ost-Berlin, bis er 1981 als Filmkameramann beim DEFA-Studio für Dokumentarfilme angestellt wurde. Nach dessen Auflösung filmte er von 1991 bis 1995 als freiberuflicher Kameramann und auch als Regiekameramann. Von 1995 bis 2008 war er als Professor für Dokumentare Kameraführung an die HFF in Potsdam-Babelsberg berufen. Danach ausschließlich freiberufliche Tätigkeit als Kameramann und Fotograf.
In seinem bisherigen Schaffen hat Rainer M. Schulz rund 80 Dokumentarfilme sowie einige Kurzfilme fotografiert. Er hat für alle dokumentarischen Genres, die ihn rund um die Welt führten, gearbeitet. Seine Spezialitäten sind Essays, Porträts und Reportagen. Filme, die er fotografierte, erhielten Hauptpreise auf Festivals in Amsterdam, Leipzig, Moskau, Oberhausen, München, Wismar und Marl.
Viele Produktionen realisierte Rainer M. Schulz in enger Zusammenarbeit mit dem Regisseur Dieter Schumann – so auch Wadans Welt, für den Rainer M. Schulz 2011 in Köln in der Kategorie Dokumentarfilm/Dokudrama mit dem Deutschen Kamerapreis geehrt wurde.
Schulz ist aus erster Ehe Vater eines Sohnes und ist in dritter Ehe mit der Lehrerin Edeltraut Bastian verheiratet. Er lebt in Berlin.

## Filmografie als Kameramann (Auswahl)
- 1973:	Gustav J. (Kameraassistenz bei Christian Lehmann, Regie: Volker Koepp)
- 1975: Der Hamsterfänger von Hamersleben (Regie: Hartmut Sommerschuh)
- 1976: Gute Nacht und seid schön artig (Regie: Hartmut Sommerschuh)
- 1977:	Grüße aus der Altmark (Drehbuch, Regie: Karl Gass)
- 1977:	Richard, der Bauer (Regie: Karl Gass)
- 1977–1980: Sieben Filmessays über Zoltán Fábri, Gábor Bódy, John Heartfield, Lew Tolstoi, Miclos Jancso, Kurt Maetzig, Lotte Loebinger und István Szabó (Regie: Ulrich Kasten und Fred Gehler)
- 1979: Riesenreise (Regie: Ernst Cantzler)
- 1981: Lerchenlieder  (Regie: Jochen Kraußer)
- 1981:	DEFA KINOBOX (Jg. 1981 / Nr. 2/3/5)
- 1981:	Zeitspiele (Regie: Kurt Barthel)
- 1982:	DEFA KINOBOX (Jg. 1982 / Nr. 9/10/12/13/14/15/17/18/28) darin u. a.: Afrikaner im Schee (auch Regie), Larry Long (Regie:Joachim Tschirner), Schwimmbad SEZ Berlin (auch Regie)
- 1983:	DEFA KINOBOX (Jg. 1983 / Nr. 19/20/23/24/26/27) darin u. a.: Walzwerk Hettstedt (Regie: Joachim Tschirner), Dessauer Bauhaus (Regie: Michael Brandt), Caravan Theatre (Regie: Joachim Tschirner), Fotograf in Athen (auch Regie), Suppenküche (Regie: Dieter Schumann)
- 1984:	DEFA KINOBOX (Jg. 1984 / Nr. 33/36) darin u. a.: Georgi Dimitroffs Versteck (Regie: Andreas Voigt)
- 1984:	Sag: Himmel. Auch wenn keiner ist (Regie: Joachim Tschirner)
- 1984:	Paule in Concert (Regie: Lew Hohmann)
- 1985:	Aufbruch (Regie: Annelie Thorndike)
- 1985: Lok im Garten  (Regie: Jochen Kraußer)
- 1985:	DES-CE-ES-DE  (Regie: Jochen Kraußer)
- 1985:	DEFA KINOBOX (Jg. 1985 / Nr. 39/48) darin: Seifenkistenrennen (Regie: Heinz Brinkmann)
- 1985:	Kapitän Schickedanz (Regie: Dieter Schumann)
- 1985: Canto General – Theodorakis (Regie: Joachim Tschirner)
- 1986:	Spielzeug für die Schwächeren  (Regie: Karlheinz Mund)
- 1986: Geburt einer Königin  (Regie: Jochen Kraußer)
- 1986:	Der Minoische Frieden (Regie: Joachim Tschirner)
- 1987:	Zeit-Raum – 46 ha Urwald in Böhmen  (Regie: Roland Steiner)
- 1987:	Katrin (Regie: Joachim Tschirner)
- 1987:	Alle Ideen beginnen als Traum (Regie: Annelie Thorndike)
- 1987:	Heinrich Hannover – Rechtsanwalt  (Regie: Roland Steiner)
- 1988:	Die ganze Welt soll bleiben. Erich Fried / Ein Porträt (Regie: Roland Steiner)
- 1988: Auskünfte Schwarza Premnitz (Regie: Heinz Brinkmann)
- 1988:	Leute mit Landschaft  (Regie: Andreas Voigt)
- 1988:	Der Auftrag  (Regie: Jochen Kraußer)
- 1988: Alias Günter Wallraff  (Regie: Roland Steiner)
- 1988:	KINOBOX (Jg. 1987 / Nr. 59) darin: Weltfriedenskonferenz Moskau (Regie: Roland Steiner)
- 1989: Unsere Kinder (Regie: Roland Steiner)
- 1989:	Theater (Regie: Helga Porsch)
- 1989:	Neptuns wundervolle Welt (Regie: Helga Porsch)
- 1989:	Bilder einer Ausstellung  (Regie: Jochen Kraußer)
- 1989:	DEFA KINOBOX (Jg. 1988 / Nr. 62) darin: Marx-Keramik (Regie: Jochen Kraußer)[3]
- 1990: Es wäre ein anderes Leben (Regie: Christel Maye)
- 1990: Stimmen der Vergangenheit (Regie: Günter Meier)
- 1990: Im Haus – Hinten (auch Drehbuch und Regie)
- 1990: Ehe es ein Monster wird (Regie: Günter Meier)
- 1990:	Ich sehe hier noch nicht die Sonne (Regie: Heinz Brinkmann)
- 1990: In Berlin 16.10.89 – 4.11.89 (Regie: Team)
- 1991: Es war einmal in Ostberlin (Regie: Cathy Levy)
- 1991: Mona Stein (Regie: Jürgen Pomorin)
- 1992: Frauen in der Luft (Regie: Jochen Trauptmann)
- 1992: Germanisten in Uniform (Regie: Jochen Trauptmann)
- 1992: Schloss Willigrad (Regie: Jochen Kraußer)
- 1992: Nordlicht  (Regie: Gerd Kroske)
- 1992: Johanns Erbe  (Regie: Jochen Kraußer)
- 1992: Das Schloss – nach Kafka  (Regie: Jochen Kraußer)
- 1992:	Katrins Hütte  (Regie: Joachim Tschirner)
- 1992: Der Fall Nr. 21548 (Regie: Cathy Levy)
- 1993:	Grenzland – Eine Reise (Regie: Andreas Voigt)
- 1993: Lebensträume (Regie: Petra Tschörtner/Kerstin Bastian)
- 1994:	Segeln nach Uist (auch Drehbuch und Regie)
- 1994: Tisza und Jens Peter  (Regie: Jochen Kraußer)
- 1994:	Der schöne leichte Tod (Regie: Felix M. Krull)
- 1995: Krzysztof Kieślowski (Regie: Andreas Voigt)
- 1995: Leb wohl, Orplith (Regie: Thomas Klein)
- 1995:	Mr. Behrmann: Leben Traum Tod (Regie: Andreas Voigt)
- 1995: Ryad aus Damaskus (Regie: Andreas Voigt)
- 1996: Frauen in Ravensbrück (Regie: Jochen Kraußer)
- 1996: Ein Tag am Taj Mahal (Regie: Andreas Voigt)
- 1997:	Große weite Welt (Regie: Andreas Voigt)
- 1998: Kein Zuhaus in Kurdistan  (Regie: Andreas Voigt)
- 1998:	Abstich  (Regie: Joachim Tschirner)
- 2000: Zone M (Regie: Eduard Schreiber)
- 2000: Father Salomon (Regie: Andreas Voigt)
- 2001: Stute auf dem Grasdach – Deutsche Auswanderer in Chile (Regie: Heinz Brinkmann)
- 2001: Lampion – c’ est si bon (Regie: Günter Kotte)
- 2001: David @ New York (Regie: Andreas Voigt)
- 2003:	Mit Laib und Seele  (Regie: Dieter Schumann)
- 2004: Mecklenburg, so fern, so nah (Regie: Dieter Schumann)
- 2004:	Lange nach der Schlacht: Das Ende einer Besatzung (Regie: Eduard Schreiber)
- 2004–2010: Mecklenburger Profile – 15 Folgen (Regie: Dieter Schumann)
- 2005:	Friendly Enemy Alien (Regie: John Burgan)
- 2005:	Behind Words (Regie: John Burgan)
- 2006: Der Bürgermeister aus Übersee (Regie: Dieter Schumann)
- 2006: Kunterbunt und krumm (Regie: Barbara Etz)
- 2007: Schwestern Gottes (Regie: Dieter Schumann)
- 2007: Omar El Shamy (Regie: Günter Kotte)
- 2009:	24 h Berlin – Ein Tag im Leben (Regie: Andreas Voigt)
- 2010: 20 x Brandenburg (Regie: Andreas Voigt)
- 2010:	Wadans Welt (Regie: Dieter Schumann)
- 2011: Komponistenkinder (Regie: Barbara Etz)
- 2011: Tanze mit mir in das Leben (Regie: Dieter Schumann)
- 2013: Steine, Träume, Visionen (Regie: Dieter Schumann)
- 2014: Heimstatt der Seele (Regie: Dieter Schumann)
- 2014: Tanasee|Lake Tana – Äthiopien (Regie: Dieter Schumann)
- 2015: Als wir die Zukunft waren (Regie: Dieter Schumann)
- 2016: terra incogna – Geschichte der Wismut (Regie: Umweltfilm)
- 2016: Succow – Weltverbesserer  (Regie: Dieter Schumann)
- 2019: Steinig oder glatt  (Regie: Dieter Schumann)
- 2019: Die jüngsten Opfer der Mauer  (Regie: Sylvia Nagel und Carsten Opitz)
- 2019: Status Mensch  (Regie: Dieter Schumann)
- 2020: Ulli Wegner – Die dreizehnte Runde  (Regie: Heinz Brinkmann und Heiner Sylvester)
- 2020: Lene und die Geister des Waldes  (zus. m. Thomas Riedelsheimer  - Regie: Dieter Schumann)